# Khashyar Darvich
Khashyar Darvich (Washington D.C., 1966) is een Amerikaans regisseur. Met de film Dalai Lama Renaissance won hij tien prijzen op internationale filmfestivals.
Meteen na zijn geboorte verhuisde hij voor vier jaar op in Mazanderan aan de noordkust van Iran. In 1970 ging hij met zijn familie naar Ohio. Hij studeerde toneel aan de Talawanda High School (Oxford) van 1984 tot 1988. Hij wilde zichzelf ontwikkelen buiten een gestructureerde universiteitsomgeving. Sinds 1991 woont hij in Boulder, Colorado, maar volgde wel enkele creatieve studies.

## Filmografie
In 1997 regisseerde hij Black Hawk Waltz: Tales of a Rocky Mountain Town, een documentaire over een excentriek stadje in Colorado .
In 2007 regisseerde hij de documentaire Dalai Lama Renaissance, waarin de veertiende dalai lama Tenzin Gyatso een rol heeft. De acteur Harrison Ford sprak de teksten voor de film in. De documentaire leverde tien prijzen op tijdens internationale filmfestivals.
In 2008 bracht hij de documentaire The Coach Parks over een Afrikaans-Amerikaanse highschool.